# Marpesia camillus
Marpesia camillus is een vlinder uit de familie van de Nymphalidae. De wetenschappelijke naam van de soort is voor het eerst geldig gepubliceerd in 1781 door Johann Christian Fabricius.